# Fortica (Otočac)
Tvrđava Fortica u Otočcu, ranonovovjekovna brdska fortifikacija trokutasta oblika na sjevernom rubu grada u Gackom polju, Ličko-senjska županija, Republika Hrvatska. Nalazi se na strateškoj lokaciji na brdu Fortica iznad Otočca s kojeg se pruža pogled na dio Gacke doline. Nekad vojno-obrambeno uporište na crti obrane od Turaka, danas je ruševina, koja je u posljednje vrijeme djelomično obnovljena.

## Arhitektura
U tlocrtu je Fortica sastavljena od tri, nekad dvokatne, okrugle kule na njenim krajevima, koje su povezane kratkim ravnim spojnim zidinama debljine oko 1,8-2,0 metara. U mnogočemu je ova tvrđava bila slična onoj u Sisku, koja je izgrađena osamdesetak godina ranije (oko 1550.), a bila je većih dimenzija. Najveća kula Fortice je bila na istoku, dok su druge dvije, ona na sjeverozapadu i ona na jugozapadu u promjeru nešto manje. Sve tri bile su prekrivene kružnom stožastim krovovima. Do novijih dana su se od prvobitne tvrđave održali samo temelji s ostatcima zidina. 
Tvrđava je građena od manjih kamenih komada, vjerojatno zato što za veće klesane blokove nije bilo vremena ni novca. U uskom dvorištu između kula nalazila se cisterna za vodu, a spremišta za hranu, barut, streljivo i drugu opremu bila su uglavnom u kulama. Ulazna vrata u tvrđavu bila su smještena visoko iznad zemlje, pa se isprva moglo ući samo ljestvama, a kasnije je izgrađen trijem sa stubama. Razmjerno skromnih dimenzija, Fortica je imala optimalan kapacitet za pedesetak branitelja.

## Povijesni pregled
Izgrađen na temeljima srednjovjekovne fortifikacije koja se spominje 1449. godine prigodom razdiobe ogromnih frankopanskih imanja među sinovima moćnog hrvatskog bana Nikole IV. Frankopana, tvrđavski kompleks je, zajedno s Otočcem i širom okolicom, pripao Žigmundu (Žikmundu) Frankopanu. Namjena mu je bila štititi grad Otočac, koji se nalazio nekoliko stotina metara južnije na riječnom otočiću okruženom rukavcima Gacke, poglavito od napada Turaka. Gradnja Fortice započela je 1619. godine, a završila oko 1630. Gradila ju je Vojna krajiška uprava Hrvatske vojne krajine. Njen prvi zapovjednik bio je Andrija Kolaković.
Ova fortifikacija na istoimenom brežuljku iznad grada Otočca osujetila je Turcima zauzimanje Otočca i pridonijela sprječavanju njihovih prodora prema Hrvatskom primorju i gradu Senju, te na sjever prema Brinju. Osvajači s istoka došli su najdalje do Prozora, gdje je jedno vrijeme bila granica, ali ne i dalje. Smanjivanjem turske opasnosti krajem 17. stoljeća i oslobađanjem Like, ova tvrđava izgubila je svoj prvotni značaj i namjenu pa su u njoj stanovali, među ostalima, i časnici i dočasnici Otočke pukovnije.
Početkom 19. stoljeća Fortica sve više gubi svoj značaj i pomalo se zapušta. Ipak, pouzdano se zna da je tvrđava obnovljena 1804. godine, a na slikama iz 1861. godine vidljivo je da je još čitava. U to je doba služila kao barutana i u njoj je stanovao kapetan. U drugoj polovici 19. stoljeća tvrđava je napuštena, a kamenje iz njenih zidina lokalno je stanovništvo uzimalo za izgradnju svojih kuća. Na kraju su preostali samo u šumu i žbunje zarasli ostatci zidina.

## Vanjske poveznice
- Tvrđava Fortica izgrađena je početkom 17. stoljeća
- Fortica - utvrda s tri kule
- Andrija Kolaković - prvi kapetan novoizgrađene utvrde iznad Otočca, na prvoj crti obrane od Turaka
- Fortica je služila u obrani ne samo Otočca već i cijeloga kraja i s utvrdama na Prozorini i Brlogu te Brinju činila povezani sustav
- Do Fortice vodi križni put „Kalvarija“